# 莫文秀
莫文秀（1952年—），湖南沅陵人，汉族，中华人民共和国政治人物、第十二届全国人民代表大会四川地区代表。
毕业于中央党校、中国政法大学法学理论专业。1972年加入中国共产党。2008年，担任全国人大法律委员会委员，最高人民检察院纪检组组长。2013年，担任全国人大法律委员会委员，中央纪委驻最高人民检察院纪检组组长，最高人民检察院党组成员。